# Gonzalo Bonadeo
Gonzalo Diego Bonadeo (Buenos Aires, Argentina, 6 de enero de 1963) es un periodista deportivo, comentarista deportivo y conductor de radio y televisión argentino. Desde 1994 se encuentra trabajando en TyC Sports, señal para la que cubrió los principales acontecimientos deportivos a nivel mundial. También trabaja en elnueve. Es hijo del también periodista Diego Bonadeo.

## Trayectoria
Bonadeo formó parte de la primera versión de Videomatch, desde 1990 a 1993, y de Ritmo de la noche; en paralelo condujo Supersport por Telefé (entre 1992 y 1994).
En febrero de 1994 pasó a Canal 13, donde condujo 360, Todo para ver y al siguiente año (1995), formó equipo con Roberto Pettinato y Gillespi para hacer Orsai a la medianoche, envío que siguió hasta 1996 por TyC Sports, ya con el nombre de Orsai, la leyenda continúa, considerado por algunos como un programa de culto. En 2002, este programa regresó a TyC Sports, como Orsai, la historia de nunca acabar.
Es una de las caras históricas de la señal de cable TyC Sports; conductor de los Juegos Olímpicos, los Juegos Panamericanos, la Copa Davis, ATP de Buenos Aires, entre otras competiciones. Por ese canal, condujo ciclos como Campañas (siendo el primer programa en la historia del canal), Cara y ceca, Hombres de rugby, 25, El mes del 10 y El peso de la historia.
En 1998, condujo el programa sobre el Mundial de Francia La barra de la tele por Canal 13, junto a Alejandro Fantino y los actores Diego Capusotto, Gabriel Goity, Jean Pierre Noher, Daniel Araoz y Vanessa Miller.
En 2001, junto a Gillespi, condujo El resumen de los medios, por Azul TV, e hizo una participación especial en Cuestión de peso, por Canal 13. En 2003 condujo Puro fútbol junto a los entrenadores:  Ramón Díaz, Reinaldo Merlo, Alfio Basile y Oscar Ruggeri, por América TV. En 2008 condujo Cirugía del alma por Telefe, en ese mismo canal condujo Planeta Bonadeo entre 2010 y 2011.
Condujo Despertate de una vez por TyC Sports, ciclo que llegó a su fin en 2013. En febrero de 2014, pasó a Estudio Fútbol, programa de TyC Sports conducido antes por Alejandro Fabbri, donde se desempeñó como conductor hasta el final del 2015.
En febrero de 2016 empezó a conducir #Bonadeo, su propio ciclo que se emite todos los domingos a las 12 del mediodía y también por TyC Sports. En ese año, también fue conductor de su nuevo programa de televisión, El buscador en red, por la señal de la Televisión Pública Argentina.
Desde 2021 conduce una serie de especiales llamados Diego Intimo en elnueve.

## Filmografía
En 2011 participó en Cars 2, en 2013 en Aviones y en 2014 en Aviones 2: Equipo de Rescate, como la voz de Brent Mustangburger.

## Radio
Radio La Red
- Rock & Gol (1996-2002)

Metro 95.1
- La Bestia Pop (2003-2005)

Radio Mitre
- Hay equipo (2006-2007)

Rock & Pop
- Tarde negra (2011)

Vorterix
- El grupo de la muerte (2012-2015)

Radio 10
- Arqueros, Ilusionistas y goleadores (2016-2018)

Pop Radio 101.5
- Arqueros, Ilusionistas y goleadores (2019-2021)[5]

Radio Rivadavia
- Corresponsal

Radio Continental
- Bonadeo Mundial (2022)
- Bonadeo en su salsa (2022-2023)

## Gráfica
Desarrolló su carrera en medios gráficos en:
- La Nación (desde 1981 hasta 1991)
- El Gráfico
- Olé
- Perfil

## Premios y nominaciones
| Año  | Premios                          | Categoría                                   | Trabajo nominado                                        | Resultado |
| ---- | -------------------------------- | ------------------------------------------- | ------------------------------------------------------- | --------- |
| 2002 | Premios Martín Fierro            | Mejor Labor Periodística Deportiva en Radio | Rockangol                                               | Nominado  |
| 2002 | Premios Martín Fierro            | Mejor Programa Deportivo en Radio           | Rockangol                                               | Nominado  |
| 2006 | Premios Martín Fierro            | Mejor Labor Periodística Deportiva en Radio | Radio Mitre                                             | Nominado  |
| 2007 | Premio Konex - Diploma al Mérito | Deportiva Audiovisual                       | Década completa                                         | Ganador   |
| 2008 | Premios Martín Fierro de Cable   | Mejor Transmisión Deportiva                 | Copa Davis                                              | Nominado  |
| 2008 | Premios Martín Fierro de Cable   | Mejor Transmisión Deportiva                 | Juegos Olímpicos de Pekín 2008                          | Ganador   |
| 2008 | Premios Martín Fierro de Cable   | Mejor Programa Periodístico Deportivo       | Despertate                                              | Nominado  |
| 2008 | Premios Martín Fierro de Cable   | Mejor Labor Conducción Masculina            | Copa Davis, Juegos Olímpicos de Pekín 2008 y Despertate | Nominado  |
| 2009 | Premios Martín Fierro de Cable   | Mejor Transmisión Deportiva                 | Copa Davis                                              | Ganador   |
| 2010 | Premios Martín Fierro            | Mejor Programa Deportivo                    | Planeta Bonadeo                                         | Ganador   |
| 2010 | Premios Martín Fierro de Cable   | Mejor Programa Deportivo                    | Mundial de Fútbol Sudáfrica 2010                        | Ganador   |
| 2011 | Premios Martín Fierro            | Mejor Programa Deportivo                    | Planeta Bonadeo                                         | Candidato |
| 2017 | Premio Konex - Diploma al Mérito | Deportiva                                   | Década completa                                         | Ganador   |

## Vida personal
A lo largo de los años, Bonadeo se ha identificado como un ferviente luchador contra los barrabravas de los equipos argentinos, siendo tal vez quien más espacio televisivo dedica a la desigual pelea para erradicar el flagelo de la violencia en las canchas del fútbol argentino. A Bonadeo se le ha adjudicado, históricamente, la célebre frase "si hay foto hay video". Él siempre buscaba filmaciones vinculadas a fotografías que captaron momentos históricos del deporte. A partir de esto, en la jerga popular nació la expresión "Como dijo Gonzalo Bonadeo, si hay foto hay video", aunque el verdadero autor. De todas maneras, el periodista asegura que la frase no es suya.